# 二值原理
在逻辑中，二值原理（英語：Principle of bivalence）是指，對於任何命题 P，只能有一個真值：命題P只能是真，或假，其中之一。滿足這個原則的邏輯推論，稱為二值邏輯（英語：two-valued logic，bivalent logic）。
在经典逻辑中，二值原理等价于说没有命题非真非假。非真非假的命题 P 是不可判定的。在直觉逻辑中，命题 P 的真值有时不能判定(就是说 P 不能被证明或反驳)。在这种情况下，P 简单的不能有真值。其他逻辑，比如多值逻辑，可以指派给 P 一个中间的真值。
不要混淆于排中律和无矛盾律。详细区别请参见二值和有关规律。